# Ритми регати
«Ритми регати» — радянський музичний телефільм 1980 року, знятий режисером Лео Карпіним на студії «Eesti Telefilm».

## Сюжет
Таллінн — місто проведення вітрильної регати XXII Літніх Олімпійських ігор. У ці дні Таллінн став не лише містом спорту, а й музики. У передачі беруть участь Тиніс Мягі, Айя Кукуле, Іво Лінна, Євген Мартинов, солісти з ансамблю «Віру» Елонна Спрійт та Олександр Булдаков, ансамбль 46 середньої школи «Лускунчик».

## У ролях
- Тиніс Мяґі — головна роль
- Айя Кукуле — головна роль
- Іво Лінна — головна роль
- Євген Мартинов — головна роль
- Олександр Булдаков — головна роль

## Знімальна група
- Режисер-постановник — Лео Карпін
- Оператор-постановник — Олександр Разумов